# 14e bataillon de chasseurs alpins
Le 14e bataillon de chasseurs alpins (14e BCA) est une unité militaire française dissoute de l'infanterie alpine (chasseurs alpins) stationnée à Embrun dans les Hautes-Alpes.

## Création et différentes dénominations
- 1853 : création du 14e bataillon de chasseurs à pied (14e BCP)
- 1889 : devient le 14e bataillon alpin de chasseurs à pied[1] (14e BACP),
- 1916 : devient 14e bataillon de chasseurs alpins (14e BCA),
- 1929 : dissolution,
- 1939 : nouvelle création du 14e bataillon de chasseurs alpins,
- 1940 : nouvelle dissolution,
- 1944 : reconstitution du 14e BCA,
- 1944 : anéantissement du bataillon,
- 1954 : recréation du 14e BCA,
- 1962 : dissolution.

## Chefs de corps
- 1854 : chef de bataillon Bordas

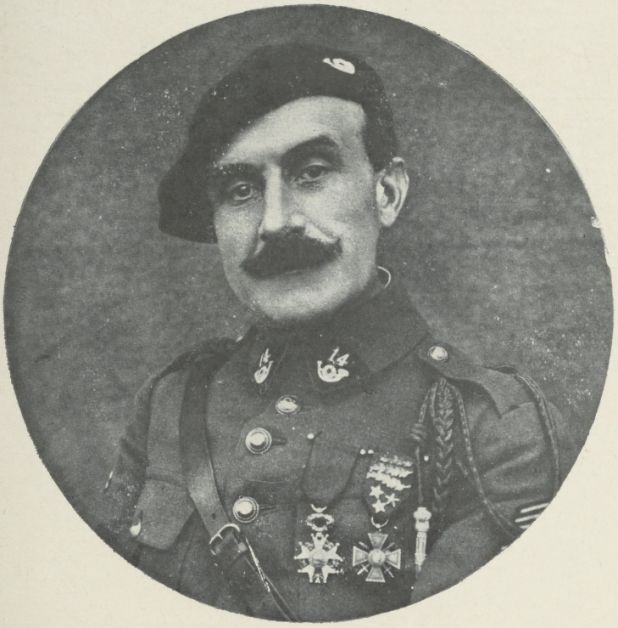
Le chef de bataillon Humbel, commandant le 14e BCA en 1919.

- 1862 : chef de bataillon De Viville
- 1866 : chef de bataillon Parlier
- 1870 : chef de bataillon Planck
- 1872 : chef de bataillon Tarrillon
- 1879 : chef de bataillon Emonet
- 1884 : chef de bataillon D'Heilly
- 1887 : chef de bataillon Boerner
- 1889 : chef de bataillon Massiet Du Biest
- 1899 : chef de bataillon Baret
- 1902 : chef de bataillon Blazer
- 1907 : chef de bataillon Rossignol
- 1911 : chef de bataillon de La Rochelambert
- 1913 : capitaine adjudant-major Girard (intérim)
- 1913 : capitaine Seguin de Reynies (intérim)
- 1913-1914 : chef de bataillon Marty
- 1916 : chef de bataillon Goetschy (tué le 18 juillet 1918)
- 1919 : chef de bataillon Humbel
- 1940 : chef de bataillon de La Roque
- 1960 : chef de bataillon Bouteille

## Historique des garnisons, campagnes et batailles

### Second Empire
- Guerre de Crimée 1854-56 : le 14e bataillon combat à côté des Britanniques. Certains de ses Chasseurs (dont Pascal Bouyer) reçoivent la médaille de la Reine Victoria, Crimée(avec barrette "Sebastopol") gravée de leur nom et du 14e bataillon.
- Campagne d'Italie 1859 :

les Chasseurs du 14e bataillon ont eu le droit au port de la médaille Napoléon III, Campagne d'Italie : Montebello, Palestro, Turbigo, Magenta, Marignan, Solferino, 1859, accrochée par un ruban à bandes verticales rouges et blanches sur la poitrine
Certains de ses militaires (ex. Pascal Bouyer) ont reçu la médaille italienne "Al Valore Militare", gravée Guerre d'Italie, P. Bouyer, sergent-major (plus tard capitaine), 14e bataillon de Chasseurs à pied, 1859, portée par un ruban bleu sur la poitrine
- Guerre franco-allemande de 1870 : Rezonville

### De 1871 à 1914
Maroc 1912-1914
Départ de Casablanca vers Bordeaux sur le Ville de Tunis le 5 août 1914.

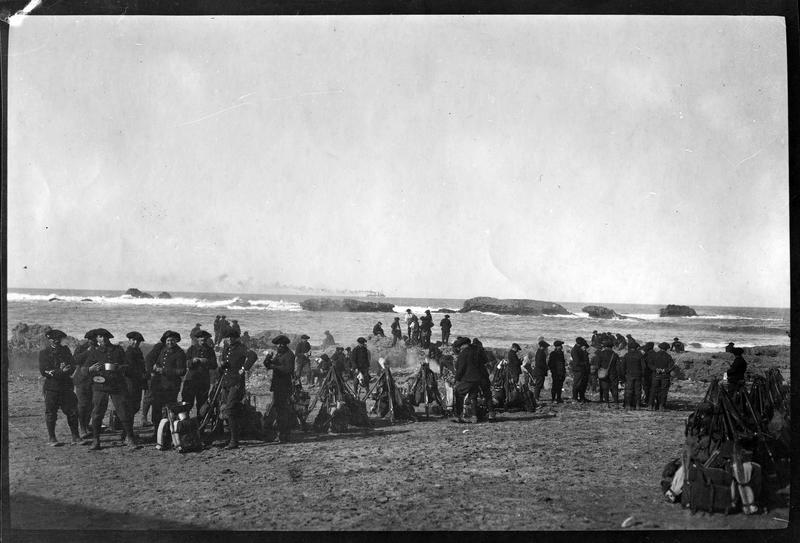
Le 14e bataillon alpin à Mogador en décembre 1912.
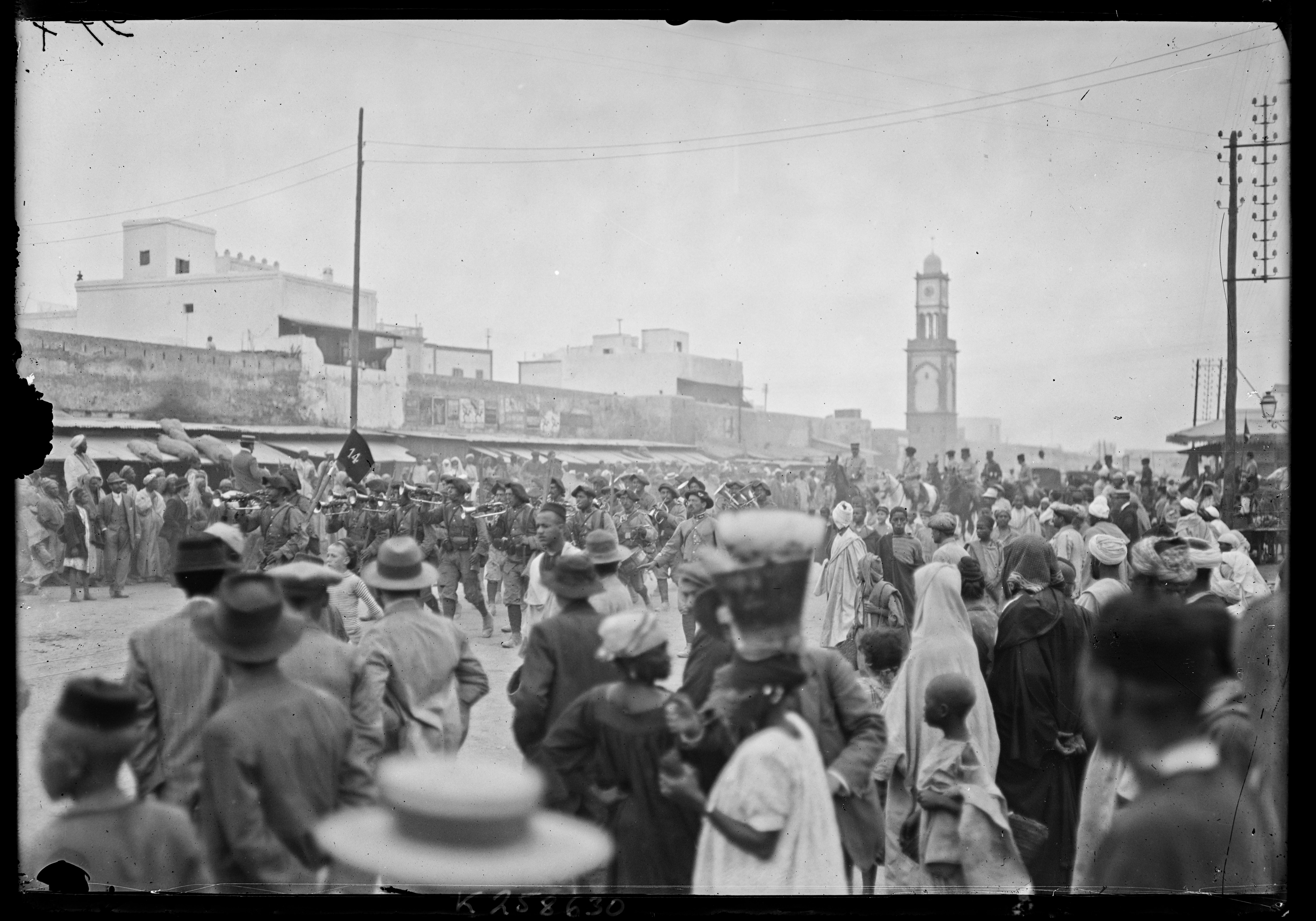
Défilé du bataillon à Casablanca en 1913.
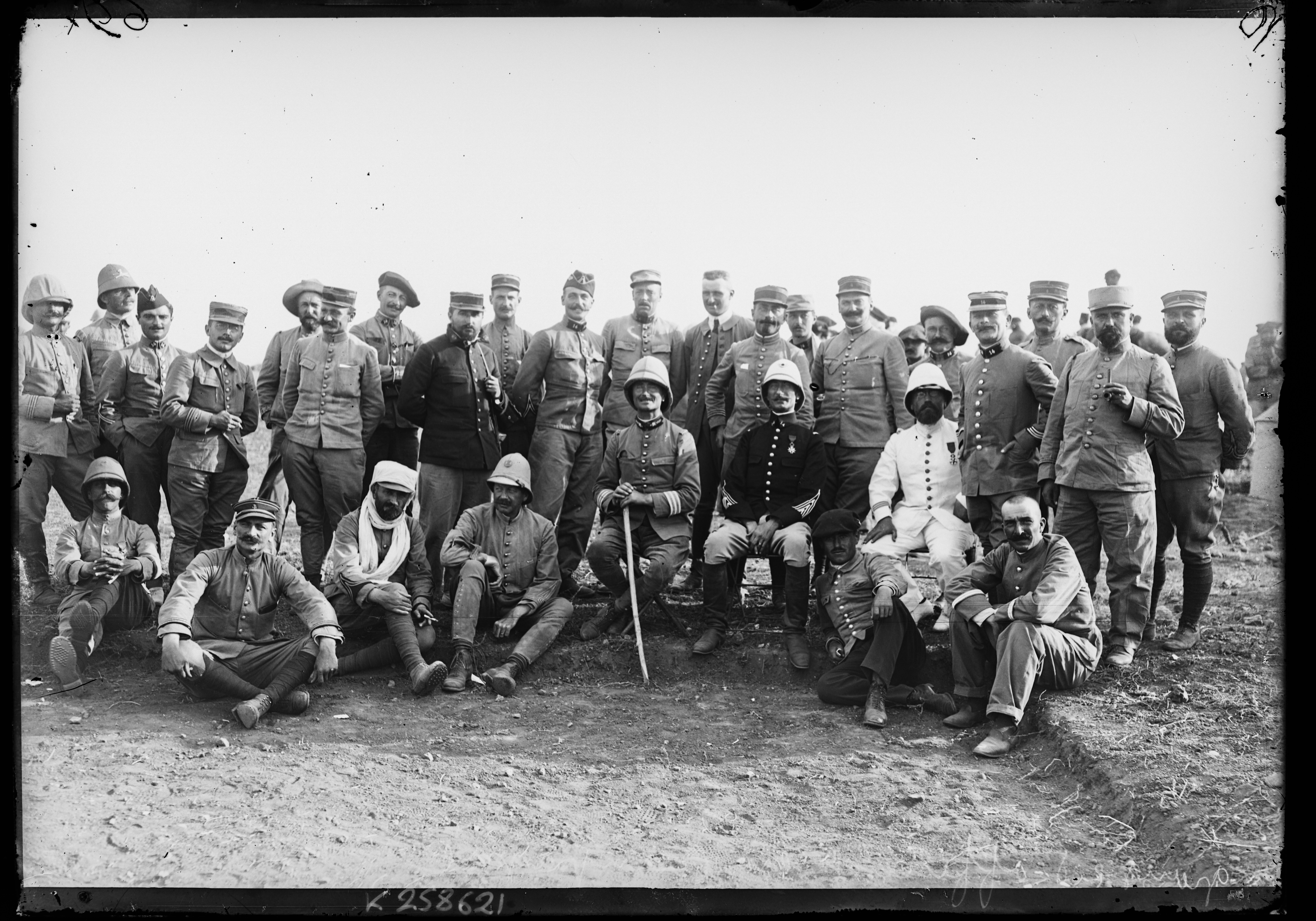
Officiers du bataillon au Maroc en 1913.
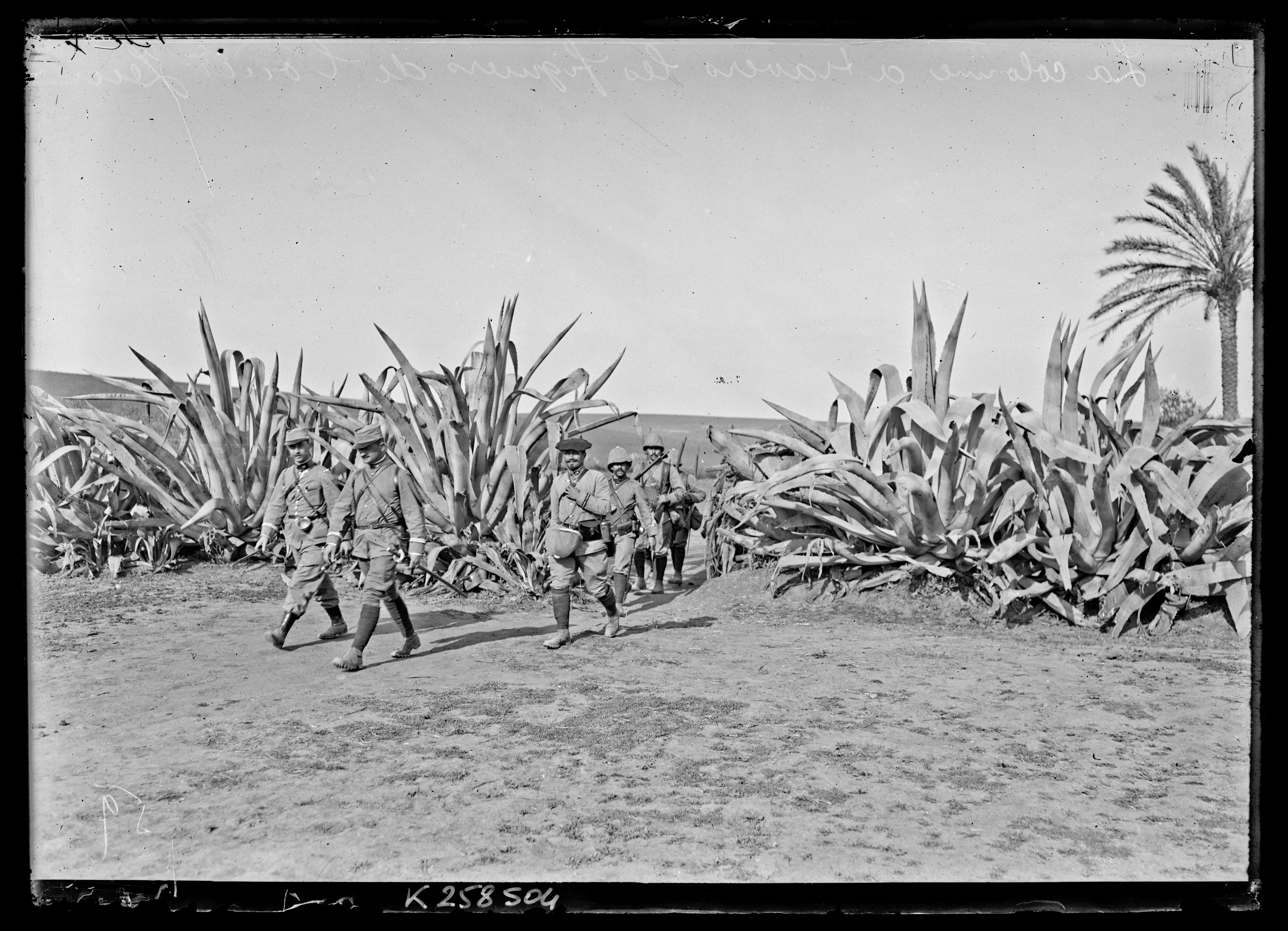
Passage du bataillon à l'oued Zem en 1913.
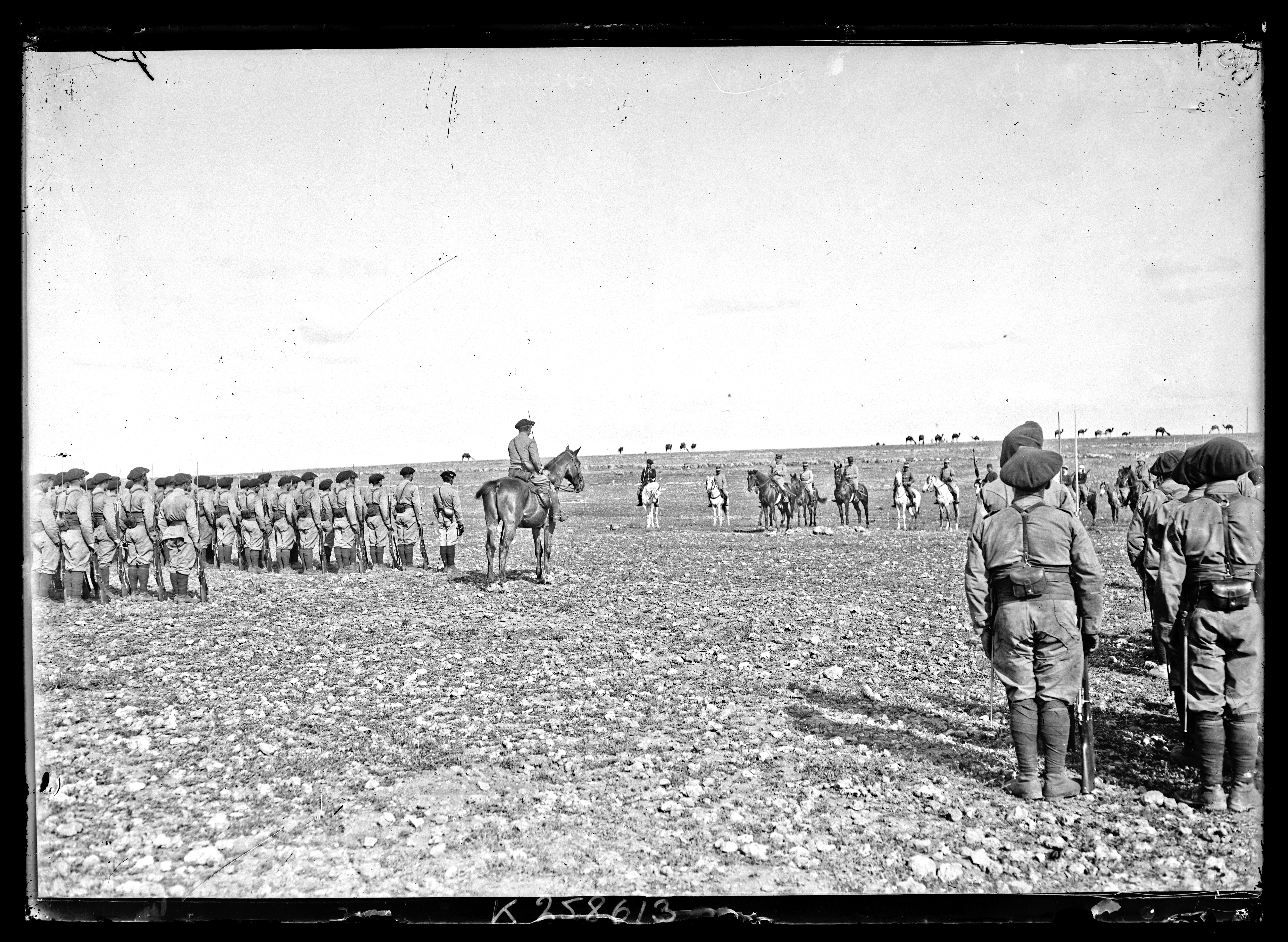
Prise d'armes du bataillon à Boujad pour le départ du colonel Charles Mangin, en mai 1913.

### Première Guerre mondiale

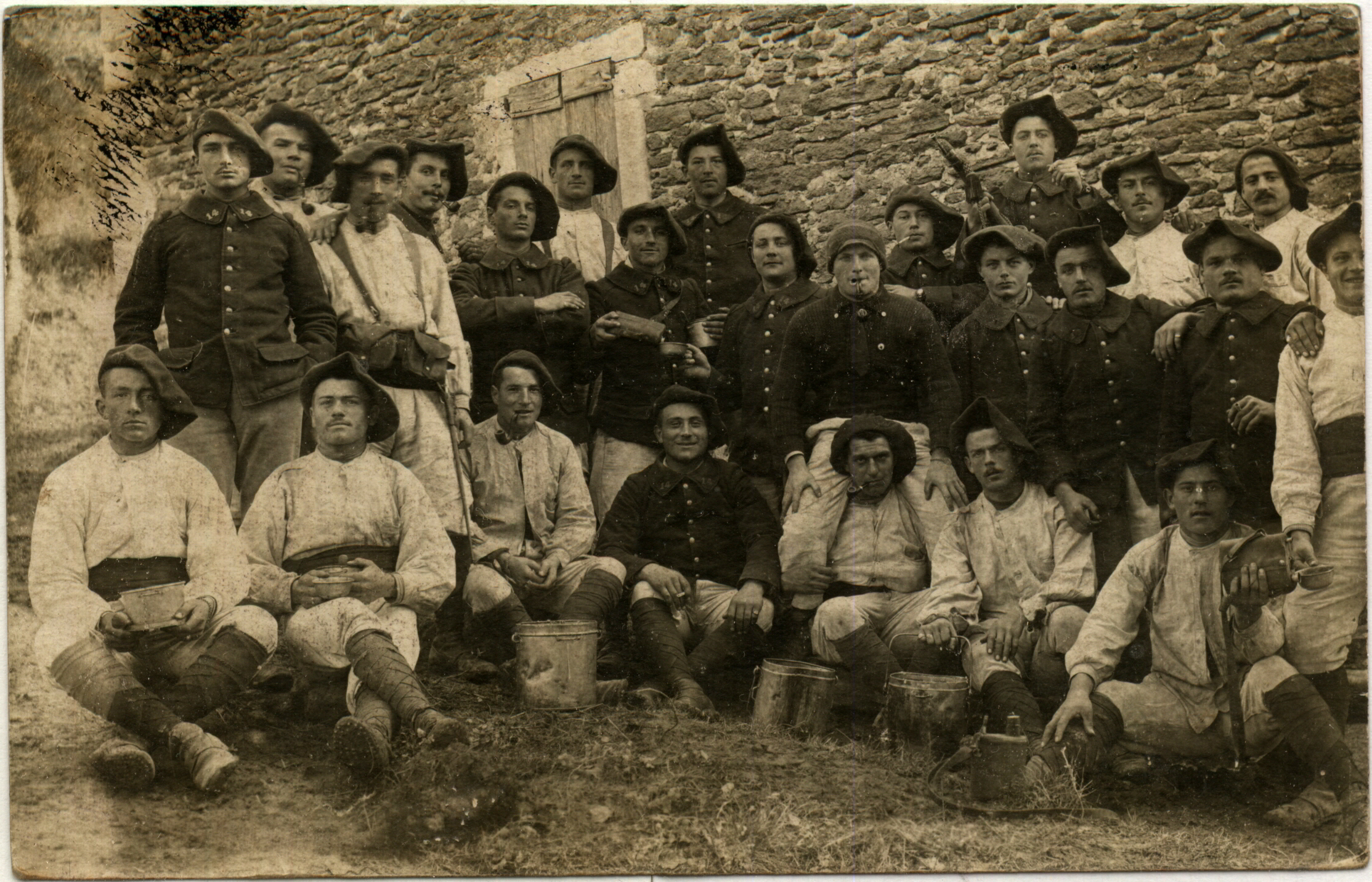
Un groupe d’alpins du 14e bataillon de chasseurs pendant la Première Guerre mondiale.

#### 1914
Le bataillon arrive à Bordeaux le 10 août 1914.

#### 1915
De février à juillet il participe à la bataille du Reichsackerkopf.
Le 14e bataillon de chasseurs alpins a combattu sur le massif du Linge après une courte permission qui suivait les combats de la Tête des Faux, Alsace, 1915.

### Entre-deux-guerres
Le 14e BCA est dissous en 1929 et n'est reformé qu'en 1939.

### Seconde Guerre mondiale

#### 1939
Le 14e BCA a combattu pendant la Seconde Guerre mondiale notamment en Norvège au sein du corps expéditionnaire français en Scandinavie.

### De 1945 à nos jours
1954
Le 14e BCA est recréé à Chambéry.
1954 - 1962
Tunisie (Maktar, Rohia)
Algérie (Combes, Lamy)

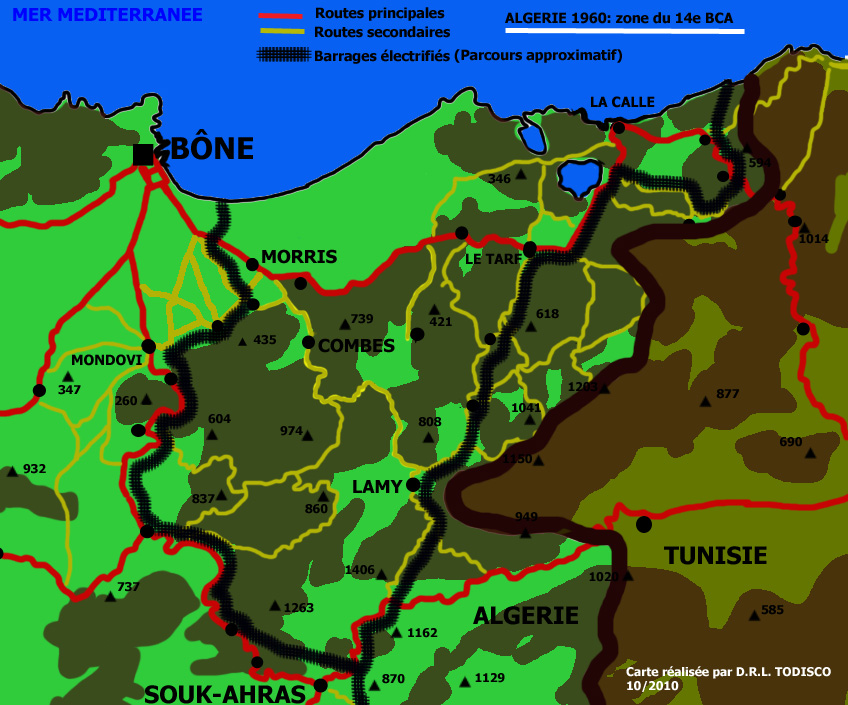
Algérie 1960: Zone de Combes/Lamy

En Algérie, le 14e bataillon de chasseurs alpins participe aux opérations de sécurité et de maintien de l'ordre.
Combes et Lamy (Voir carte) sont des villages situés non loin de Bône et de la frontière tunisienne, et lors des opérations en Algérie, ils étaient au milieu des deux barrages électrifiés (Ligne Morice et Ligne Challe), édifiés pour contrôler les actions des troupes de l'ALN, branche armée du FLN, en provenance de Tunisie.
Cette zone est incluse dans la wilaya II de l'ALN. Le 14e BCA va participer aux opérations "Pierres Précieuses" du Plan Challe, ponctuellement, de septembre 1959 à septembre 1960, en plusieurs séries d'opérations qui visent à attaquer les troupes de l'ALN. Entre deux opérations, les chasseurs sont stationnés, par petits groupes, dans les villages et les fermes des Européens qu'ils protègent des attaques de l'ALN.

## Traditions

### Insigne
L'insigne du 14e BCA est un cor de chasse, de forme ovale, comportant au centre un dauphin. Le nombre 14 sera ajouté sur le pavillon pour les versions les plus récentes.

### Devise
Noblesse oblige

### Drapeau
Comme tous les autres bataillons et groupes de chasseurs, le 14e BCA ne dispose pas d'un drapeau propre (voir le drapeau des chasseurs).

### Chant
Refrain
La peau de mes roulettes pour une casquette,

La peau de mes rouleaux pour un shako!

## Personnalités ayant servi au sein du bataillon
- Charles Brocas, adjudant, croix de guerre 9 citations, légion d'honneur
- Robert-Auguste Touchon (de 1901 à 1914).

## Sources et bibliographie
- Bataillon de chasseurs  durant la grande guerre.
- Citations collectives des bataillons de chasseurs de 1914-1918.
- Traditions et symbolique militaire
- 14e bataillon alpin de chasseurs à pied : historique 1912-1914-1918, Clermont-Ferrand, Imprimerie générale, 1919, 59 p., lire en ligne sur Gallica.